# Ибро Лолов
Ибро Лолов Найденов е български акордеонист, изпълнител на българска (главно от Шопската фолклорна област) и циганска народна музика. Най-популярният български акордеонист във втората половина на XX век, той създава ново течение в българската акордеонна музика, като стилът му се базира на коленната форма и техническата виртуозност с почти пълно откъсване от импровизацията.

## Биография
Ибро Лолов е роден на 20 април 1932 година в София в циганско семейство и от малък е закърмен с народна и градска музика. Негов баща е Лоло Найденов, кларинетист, свирил в известната Кореняшка група на Карло Алиев. Деветгодишен започва да свири на ударни инструменти, като участва с баща си в изпълнения по сватби и кръщенета, а на 11 години преминава на акордеон, свиренето на който учи от някой си Найден и от Пейо Будаков.
Любовта му към българската народна музика и срещата с музикалния редактор в радиото Георги Бояджиев определят пътя му на професионален музикант. През 1953 година прави първите си записи с народен оркестър в Радио „София“ – на станалото популярно Филиповско хоро. В средата на 50-те години вече развива активна концертна дейност в страната начело на своя група, работи с известни народни певци, като Атанаска Тодорова, Мита Стойчева, Борис Машалов, Костадин Гугов. По това време сформира и отделен Цигански ансамбъл „Рома“ със солист Николай Гърдев, с който прави някои от най-популярните записи на цигански фолклор в България.
Лолов има концертни турнета в чужбина (Балканите и Западна Европа). Работил е с именитите свирачи Петко Радев, Младен Малаков, Диди Кушлева. През дълголетния си творчески път Ибро Лолов е печелил различни награди и конкурси (особено цени лауреатското си звание от Световния музикален фестивал „Сърцето на акордеона“, Франция, 1983 г.). Освен българска народна музика, Ибро Лолов изпълнява балканска (сръбска, гръцка, румънска) и циганска музика (негови са някои от най-популярните цигански песни в България, записани с Николай Гърдев – „Лено Магдалено“, „А бре, чичо“, „Кошничарка“, както и хитовите инструментални танци – Софийски, Булчински, Момински).
Самият Ибро Лолов определя изпълнителския си стил като „шопски стил“, „темпераментна музика“, „стакатно свирене“. Особено цени равновесието в изграждането на музикалната форма, за която казва: „коляно от коляно, така според него, се ражда хорото“.
Умира внезапно на 13 септември 2015 година в София.

## Произведения
Първото му записано хоро е Филиповското, а през следващите десетилетия записва и други хора̀, превърнали се в „хитове“ на българската народна музика: Шопско, Кюстендилско, Пазарджишко, Радомирско, Добруджанско, Македонско, Сатовчанско и др.